# Løpsmarka
Løpsmarka is een plaats in de Noorse gemeente Bodø, provincie Nordland. Løpsmarka telt 2302 inwoners (2007) en heeft een oppervlakte van 0,78 km².